# زيتون (كسروان)
زيتون  هي قرية لبنانية من قرى قضاء كسروان في محافظة جبل لبنان.